# Blond Eckbert
Blond Eckbert è un'opera lirica della compositrice scozzese Judith Weir. La compositrice scrisse ella stessa il libretto in inglese, traendo spunto per esso dalla breve criptica storia soprannaturale Der Blonde Eckbert dello scrittore romantico tedesco Ludwig Tieck. La Weir completò la versione originale in due atti dell'opera nel 1993, compiendo con Blond Eckbert il suo terzo lavoro a lunghezza piena di questo genere. Come quelle che l'hanno precedetuta, è stata accolta favorevolmente dalla critica. Più tardi la musicista ha realizzato una versione "tascabile" in un solo atto del lavoro. Questa utilizza strumenti da camera invece dell'orchestra piena della versione in due atti e non prevede il coro. La versione breve viene rappresentata frequentemente, soprattutto in Germania e Austria, mentre la versione completa è disponibile in una registrazione che riproduce il cast originale.

## Preparazione del libretto

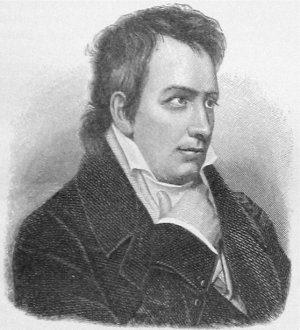
Lo scrittore tedesco Ludwig Tieck

Ludwig Tieck scrisse Der blonde Eckbert nel 1796 e la pubblicò nel 1797 come parte del suo Peter Lebrechts Märchen (Favole di Peter Lebrecht). La storia fu il primo esempio del genere del Kunstmärchen, o favole della letteratura Tedesca Romantica. Nella storia, sia il paesaggio che le variazioni nella camnzone cantata dall'uccello magico rispecchiano i mutevoli umori dei personaggi. Un motivo costante nel canto è il concetto della solitudine della foresta o Waldeinsamkeit una parola che Tieck coniò nella storia per stare fermi per la felicità romantica di essere soli nella natura. Ma non tutto è gioia, cosicché la storia rompe con la tradizione delle favole del lieto fine. La brutta fine del protagonista comporta l'abbattimento delle barriere tra il mondo del soprannaturale e quella che è la vita di tutti i giorni, lasciando il lettore incapace di dire dove uno finisce e dove comincia l'altra.
Weir sostituisce la voce del narratore di Tieck con quella dell'uccello. Il testo consiste di una serie di racconti annidati. L'uccello racconta al cane la storia di Eckbert e Berthe. E in quella storia, Bertha narra gli eventi nel suo passato ed Eckbert legge la sua lettera. Il critico del New York Times Bernard Holland descrive la trama come "imperscrutabile" e "piena di effetti, ma priva di fondamento". In cerca di una spiegazione, suggerisce che la figura di Walther nelle sue varie forme sia una rappresentazione della memoria e il suo assassinio come un segno di come quello che viene ricordato sia intollerabile. Tuttavia, dopo aver avanzato questa spiegazione, Holland passa poi a dire del testo "Forse è a prova d'interpretazione. Questo desiderio di dare per forza senso ad un nonsenso finisce per compromettere una storia che si propone più di essere guardata che capita."
Anthony Tomassini, un altro critico dello stesso giornale, descrive l'opera come "equilibrio tra fantasia e terrore". La fantasia può essere spiegata con Berthe che descrive il canto dell'uccello come fossero gli strumenti dell'orchestra di Weir, ("avresti pensato che il corno e l'oboe stessero giocando") e una parodia del verso di Tieck Waldeinsamkeit in cui l'uccello è istruito a cantare il verso "Solo nel bosco, non mi sento tanto bene", come se soffrisse il mal d'aria.

## Storia delle esecuzioni
La prima dell'opera è stata rappresentata il 20 aprile 1994 dall'English National Opera al London Coliseum. È previsto dal compositore che questa versione completa duri circa un'ora e venti minuti, ma una registrazione dell'esecuzione dura circa 65 minuti.
Blond Eckbert ha fatto il suo debutto americano all'Opera di Santa Fe nel mese di agosto 1994. Nel 2003, la North German Radio Symphony Orchestra ha trasmesso l'opera in forma di concerto con proiezione di diapositive.
Una versione "tascabile" dell'opera in un atto, orchestrata più leggermente, della durata di meno di un'ora, è andata in scena per la prima volta il 14 giugno 2006 presso il Linbury Studio della Royal Opera House da The Opera Group e successivamente andata in tour. Nel 2007, 2008 e 2009 hanno avuto luogo ulteriori rappresentazioni della versione tascabile da parte di vari gruppi tedeschi ed austriaci.

## Ruoli
| Ruolo                                          | Voce              | Prima versione intera, 20 aprile 1994 (Sian Edwards) | Prima Versione Tascabile, 14 June 2006 (Patrick Bailey) |
| ---------------------------------------------- | ----------------- | ---------------------------------------------------- | ------------------------------------------------------- |
| Blond Eckbert                                  | baritono          | Nicholas Folwell                                     | Owen Gilhooly                                           |
| Berthe, sua moglie                             | mezzo-soprano     | Anne-Marie Owens                                     | Heather Shipp                                           |
| Walther, suo amico Hugo, suo amico Una vecchia | tenore            | Christopher Ventris                                  | Mark Wilde                                              |
| Un uccello                                     | soprano           | Nerys Jones                                          | Claire Wild                                             |
| Un cane                                        | parte non cantata | Thor                                                 |                                                         |
| Coro                                           | SATB              | English National Opera Coro                          | Nessun coro                                             |

## Musica
La versione in due atti di Blond Eckbert è orchestrata per doppi legni, (i secondi orchestrali raddoppiano l'ottavino, il corno inglese, il clarinetto basso e il controfagotto) quattro corni, tre trombe, tre tromboni, timpani più un altro percussionista, arpa e archi. La percussione è costituita da glockenspiel, Piatto (strumento musicale), xilofono, tamburo tenore, campana o piccolo gong e tre campanacci diversamente inclinati. La versione tascabile è scritta per oboe, 2 clarinetti (1 raddoppia il clarinetto basso), 2 corni, arpa, 2 violini, e 2 violoncelli senza coro.
Tommasini riconosce lo stile musicale di Weir come singololare ma ritiene che sia più interessata a consolidare il passato musicale piuttosto che l'innovazione o le scuole contemporanee di musica. La sua musica è, nelle parole di Holland, "né terribilmente vecchia né terribilmente nuova". Mentre il suo linguaggio è modernista, non va lontano nel campo della dissonanza. Tommasini elenca Berg, il Messia, le grandi jazz band ed il romanticismo tedesco tra le influenze su di lei. Quando fu intervistata per le note al programma per la prima produzione, Weir si mise musicalmente più sulla tradizione di Stravinsky che di Britten.
Gran parte della scrittura vocale è composto da brevi frasi di canto parlato, scritto più di sostenere il testo piuttosto che essere musicalmente di per sé interessante. Esso è accompagnato da progressioni di accordi o brevi esplosioni di melodia nell'orchestra.
Quando Tom Service recensì la versione da camera dell'Opera per il Guardian, trovò che le virtù dello stile musicale compatto di Weir e la sua capacità di raccontare una storia con il minimo gesto musicale sono ancora più evidenti nella versione successiva rispetto a quella originale.
Mentre Tommasini ha accolto bene la registrazione di Blond Eckbert e Service è entusiasta di entrambe le versioni, altri critici sono più ambivalenti. Holland trova il lavoro episodico e privo di sviluppo. Egli riconosce l'orecchio di Weir per l'orchestrazione e la scrittura elegante, ma sente che lei avrebbe potuto fare di più con esso.; Andrew Clark del Financial Times ritiene inoltre che di quest'opera si sarebbe potuto fare di più, inserendo interludi orchestrali o brani vocali estesi. Tuttavia egli identifica anche la compattezza come una delle virtù dell'opera.
Nella recensione su Grove, David C.H. Wright vede una strategia deliberata nell'attenuazione di gran parte della musica: la conclusione dell'opera, con l'orchestra che ci offre la valutazione del compositore sugli avvenimenti, è tanto più potente a causa del contrasto con il primo atto.

## Riassunto

### Atto 1
L'uccello descrive come Eckbert vive tranquillamente da solo con la moglie. Hanno pochi visitatori a parte Walther. La scena diventa chiara rivelando Eckbert e Berthe. Eckbert vede una luce in lontananza, che egli prende correttamente per Walther che è stato fuori a raccogliere campioni di storia naturale. Eckbert pensa a quanto sia bello essere poter raccontare agli amici i propri segreti. Quando arriva Walther, Eckbert decide di convincere Berthe a raccontare a Walther la storia della sua giovinezza.
Berthe descrive come è nata e cresciuta in casa di un povero pastore e come scappò perché era un peso per i suoi genitori che spesso erano arrabbiati. Incontrò una vecchia donna in nero che la portò a casa sua, dove c'era un cane, di cui non ricorda più il nome, e un uccello che deponeva gemme al posto di uova. Alla fine Berthe era scappata con le gemme e l'uccello che lasciò libero quando cominciò a cantare. Tornò a casa al suo villaggio per trovare i suoi genitori morti. Comprò una casa e ha sposò Eckbert.
Walther ringrazia Berthe per aver raccontato la storia dicendo come si può veramente immaginare l'uccello e il cagnetto, Strohman. Sia Eckbert che Berthe sono stupiti che Walther nomini in modo corretto il cane e sono terrorizzati dalle sue motivazioni. Quando Walther esce il giorno successivo, Eckbert lo segue con una balestra.

### Atto 2
Il preludio descrive l'uccisione di Walther da parte di Eckert. Eckbert poi legge una lettera che ha scritto Berthe mentre stava morendo per la tensione di aver pensato a come Walther conosceva il nome del cane.
In una città, Eckbert incontra Hugo, un uomo che sembra come Walther. Hugo conforta Eckbert, ma poi la folla comincia ad accusare Eckbert di omicidio
Eckbert scappa e arriva nel posto descritto da Berthe dove lei aveva incontrato il vecchio uomo. Egli vede un altro uomo che gli ricorda Walther. L'uccello vola sopra la testa e si avvicina alla casa della vecchia. Lei gli chiede se Eckbert stia riportando il suo uccello e le sue gemme.
Quando Eckbert a sua volta chiede alla vecchia perché lei chieda questo, lei replica "Io ero Walther, Io ero Hugo." Lei gli racconta che Berthe era la sua sorellastra cresciuta dal pastore, perché i suoi genitori non la volevano tenere. Il suo periodo di sofferenza era quasi giunto al termine quando aveva rubato l'uccello e le gemme. Eckbert impazzisce e muore.

## Incisioni
Una incisione dal vivo del cast originale della versione in due atti di Blond Eckbert è stata realizzata su CD. 
Un film con lo stesso cast, adattato da Margaret Williams dalla produzione ENO di Tim Hopkins, è stato trasmesso da Channel 4 e più avanti proiettato al Huddersfield Contemporary Music Festival.